# Escudo de Kiev
En el escudo Kiev se muestra, en un  campo de azur (azul), al Arcángel San Miguel, puesto de frente y vestido de plata (blanco) con armadura de lo mismo y manto de púrpura, armado de una espada de oro (amarillo) y portando un escudo de plata (blanco) decorado con una cruz y su borde de oro. El escudo propiamente dicho, que carece de adornos exteriores y lema, únicamente está decorado con un borde muy estrecho de oro.
El uso del Arcángel se remonta a la época de la Rus de Kiev, durante la Edad Media, cuando fue elegido como motivo principal de los sellos de sus grandes príncipes. El primer emblema heráldico de Kiev consistió en un campo de azur con San Jorge, montado a caballo y luchando con un dragón (rojo). 
En el año 1487, al serle otorgado a Kiev el Derecho de Magdeburgo, la ciudad obtuvo un escudo de armas en el que figuraba un brazo armado con una flecha y un arco.
En 1782, por orden de Catalina II de Rusia, se aprobó una nueva versión estableciéndose que se representara al Arcángel con una túnica corta dentro de un campo de azur. Posteriormente el escudo fue ornamentado con la corona imperial de Rusia y otros adornos exteriores. Aunque no se han conservado ilustraciones de la época de Catalina II, existen otras posteriores basadas en la descripción de su orden. 
En 1918, durante el breve periodo en que Ucrania fue independiente, en las armas de Kiev junto a San Miguel se introdujeron una ballesta y el tridente del escudo nacional. Este último elemento fue el elegido para simbolizar su condición de capital del país.
En 1957, bajo la Unión Soviética, se diseñó un nuevo emblema con hojas amarillas de castaño, un arco blanco y la palabra КИЇВ (KYIV que es 'KIEV' en ucraniano). Esta composición se encontraba situada sobre un fondo rojo, en su mitad derecha (izquierda del espectador) y azul en la derecha. Sobre el fondo descrito se podía observar el contorno de la hoz y martillo, el símbolo más conocido del comunismo. En la parte inferior se añadió, también sin colorear, la medalla del título de Ciudad Heroica. 
Desde el año 1973, el castaño de Indias se encuentra entre los símbolos de la ciudad.
Aunque el Ayuntamiento de la ciudad lo aprobó un mes antes, durante el mes de mayo de 1995 se recuperaron las armas tradicionales de la ciudad, con el Arcángel San Miguel.

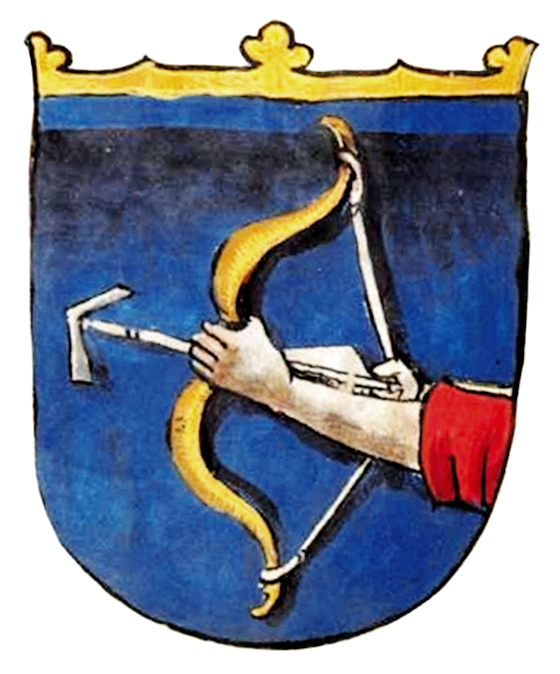
Escudo de Kiev (1480)
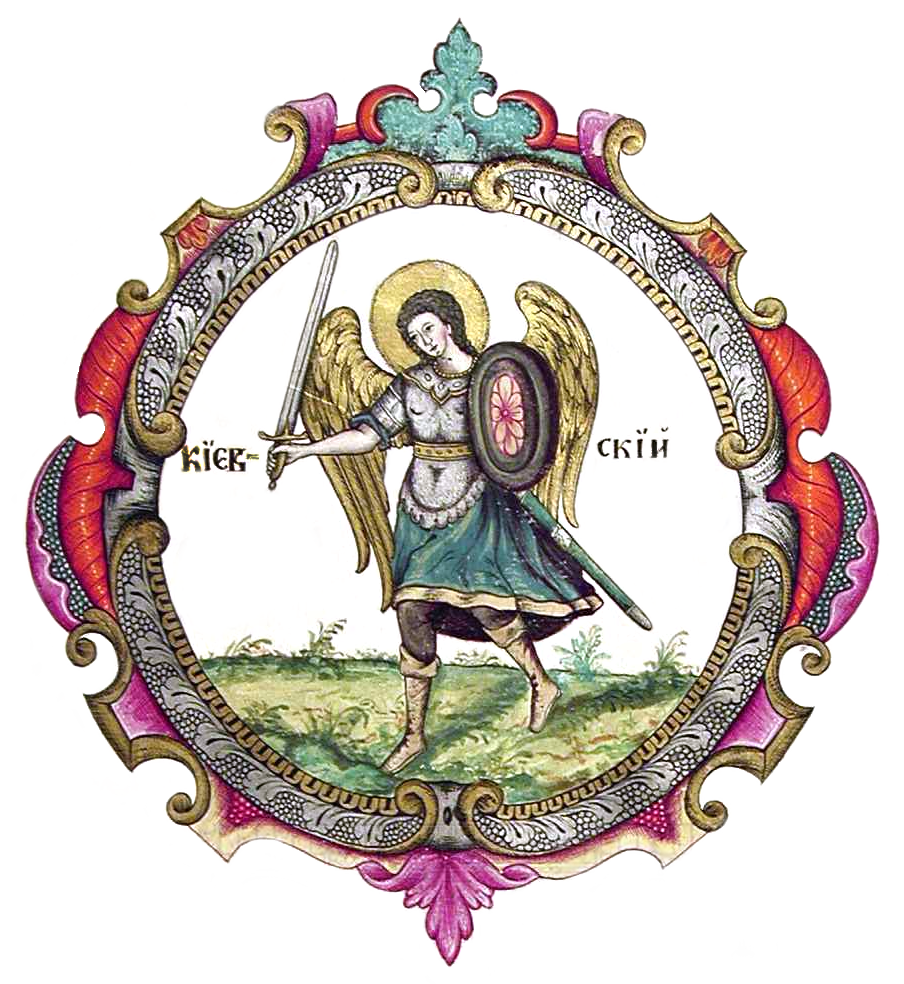
Escudo de Kiev (1672)
Sello con el escudo de Kiev (1698)
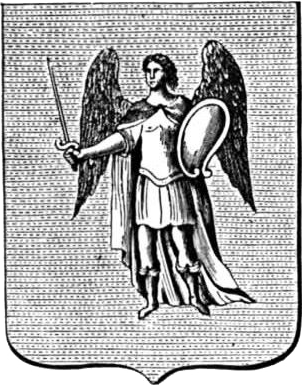
Escudo de Kiev (1782)
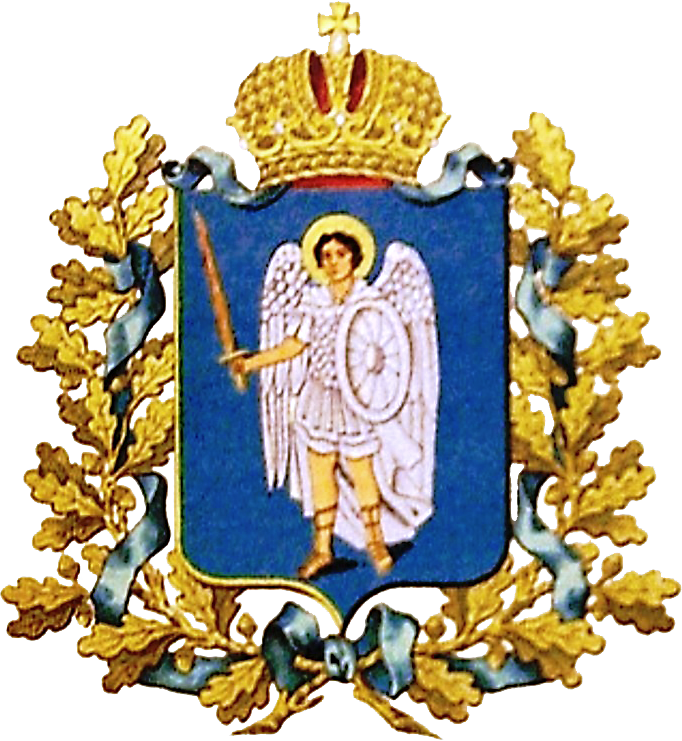
Escudo de la Gubernia de Kiev (1856)
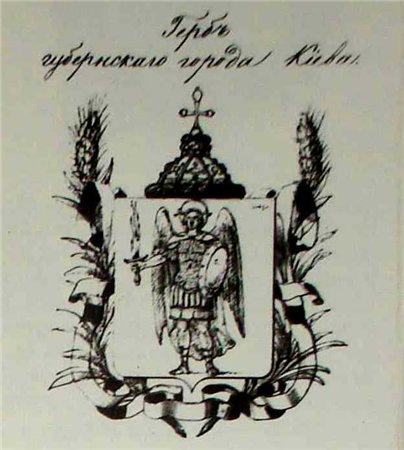
Escudo de Kiev (1859, proyecto)
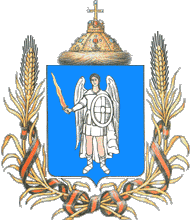
Escudo de Kiev (1917)
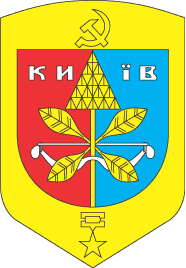
Escudo de Kiev (Periodo soviético)